# ベラルーシ国防省
ベラルーシ国防省（ベラルーシ語: Міністэрства абароны Рэспублікі Беларусь、ロシア語: Министерство обороны Республики Беларусь）は、ベラルーシ共和国の軍事問題を管掌する機関。ベラルーシ共和国軍を傘下に置く。

## 機構
国防相
国防第一次官/参謀総長
- ベラルーシ共和国軍参謀本部（ロシア語版、英語版）
  - 地上軍司令部
  - 空軍及び防空軍司令部

人事・部隊訓練担当国防次官/人事総局長
- 人事総局

兵器担当国防次官/兵器部長
- ベラルーシ共和国軍兵器部

## 歴代国防相
- ピョートル・チャブス（英語版）（1991年 - 1992年）
- パベル・コズロフスキー（英語版）（1992年4月22日 - 1994年7月）
- アナトリー・コステンコ（英語版）（1994年7月28日 - 1995年6月6日）
- アレクサンドル・チュマコフ（英語版）（1996年11月1日 - 2001年9月24日）
- レアニード・マリツァウ（1995年10月15日 - 1996年11月1日）
- レアニード・マリツァウ（2001年9月24日 - 2009年12月4日）
- ユーリ・ザドビン（英語版）（2009年12月4日 - 2014年12月27日）
- アンドレイ・ラヴコフ（英語版）（2014年12月27日 - 2020年1月20日）
- ヴィクトル・フレニン（英語版）（2020年1月20日 - 現職）